# Return of the Dream Canteen
Return of the Dream Canteen — тринадцатый студийный альбом американской рок-группы Red Hot Chili Peppers, выпущенный 14 октября 2022 года на Warner Records в виде двойного LP и одинарного CD. Спродюсированный Риком Рубином, он был записан во время тех же сессий, что и предыдущий студийный альбом группы, Unlimited Love, выпущенный ранее в 2022 году.
Первый сингл «Tippa My Tongue» был выпущен 19 августа 2022 года, а 14 октября 2022 года за ним последовал второй сингл из альбома «The Drummer».

## Запись
The Red Hot Chili Peppers сочинили и записали Return of the Dream Canteen во время тех же сессий, что и предыдущий их студийный альбом, Unlimited Love (2022). Сессии ознаменовали возвращение гитариста Джона Фрушанте после десятилетнего отсутствия и в результате было записано пятьдесят песен с продюсером Риком Рубином и инженером звукозаписи Райаном Хьюиттом.
Изначально группа планировала выпустить 40 композиций в виде одного альбома на семи физических дисках. Лейбл Warner Bros. Records, воспротивился такой стратегии выпуска, и был достигнут «компромисс», когда группа разделила тридцать четыре песни на два отдельных студийных альбома.
Размышляя о количестве материала, который записала группа, барабанщик Чэд Смит отметил: «Мы просто написали кучу музыки, писали и писали, не имея ограничений по времени, и в итоге записали все эти песни. Мы всегда записываем больше, чем выходит на пластинке, но часто они остаются в хранилище, незаконченными или что-то ещё. Но мы закончили их все. Мы просто чувствовали, что у нас слишком много хороших песен, чтобы не выпустить ещё одну пластинку. Это не похоже на запись би-сайдов или что-то в этом роде. Все было хорошо и правильно».
Группа упорядочила последовательность песен Unlimited Love и Return of the Dream Canteen так, чтобы они стали отличными друг от друга: «Мы подумали: „Эти [песни] идут вместе здесь, а эти идут вместе там, и, смотрите, у нас есть две вещи, обе замечательные“».

## Сочинение и композиция
Помимо исполнения гитарных партий и бэк-вокала в семнадцати треках альбома, участник группы Джон Фрушанте во время сессий записал несколько партий клавишных и синтезаторов. Говоря о своих партияx с электронным влиянием, Фрушанте отметил: «То, что я делаю, уходит корнями в работу Брайана Ино в Roxy Music, где синтезаторы и другие устройства используются для изменения звучания живой группы, создания атмосферы, звукового движения и вообще для того, чтобы неожиданные звуки появлялись время от времени.» Фрушанте использовал несколько эффектов и студийных техник, чтобы изменить и дополнить выступления своих товарищей по группе: «Немногое может проделать долгий путь, чтобы вывести живую группу из реального мира в альтернативную реальность. Кроме того, многие обработки вокала, которые я делал с помощью задержек и ревербераторов, а иногда и синтезаторов, — это то, что я делаю в своей электронной музыке с сэмплами. Я делаю такие вещи со всеми инструментами. Электронная часть музыки имеет столько же общего с творческим использованием студии, сколько и с синтезаторами».
В процессе работы над песней Фрушанте и барабанщик Чэд Смит обсуждали любовь Фрушанте к электронным брейкбитам — форме семплирования ударных, используемой в хип-хопе, джангле, драм-н-бейсе и британской гэридж-музыке. В результате того, что Фрушанте сыграл Смиту «тонну трёх-10-секундных брейков подряд», Смит включил это влияние в свою игру во время сессий Return of the Dream Canteen и Unlimited Love. Барабанный ритм в песне «Peace and Love» был вдохновлён брейкбитом из песни Айзека Хейса «Breakthrough».
Название альбома, Return of the Dream Canteen, представляет собой «колодец творческого процветания» для вокалиста Энтони Кидиса, который отметил, что из-за пандемии COVID-19 у группы появилось значительное количество времени для совместного сочинения и записи: «Это также был такой странный отрезок времени, когда все оставались дома в течение двух лет, и время стало немного эластичным. Вместо того, чтобы торопиться, мы просто сказали: „Хорошо, давайте продолжать писать музыку“, и вот результат — именно эта фраза пришла нам на ум».

## Обложка
Над оформлением альбома работали французские художники Тами Набиль и Жюльен Калемар, которые ранее создали музыкальное видео для трека «Poster Child» из альбома Unlimited Love. Их заметила визуальный креативный директор группы и жена Фрушанте, Марсия Пинна, когда искала художников для создания обложек для своего собственного музыкального коллектива под названием Aura T-09: «Мне понравились их рисунки. У них действительно интересный взгляд на иллюстрацию и анимацию. У них есть глаз. У них есть темы, которые действительно интересны; они всегда немного странные и необычные».
После выхода альбома Return of the Dream Canteen Набиль и Калемар создали анимационные клипы для каждого трека альбома.

### Ограниченное издание
В честь победы Лос-Анджелес Рэмс в Суперкубке LVI группа выпустила ограниченное издание пластинки в цветах команды и с наклейкой Rams на рукаве пластинки в качестве бонусного издания, которое можно приобрести только через интернет.

## Продвижение
Группа анонсировала альбом во время своего тура Global Stadium Tour 23 июля 2022 года на концерте в Денвере. Предварительные продажи альбома были доступны, в том числе различные версии альбома на виниле ограниченным тиражом.
Первый сингл из альбома «Tippa My Tongue» был выпущен вместе с видеоклипом 19 августа 2022 года. Впервые песня была исполнена 14 января 2023 года. Вторая песня из альбома, «Eddie», которая была вдохновлена Эдди Ван Халеном, была выпущена как промосингл 23 сентября 2022 года. Песня «Eddie» была впервые исполнена 9 октября 2022 года на Austin City Limits Music Festival. Это была первая песня из альбома, исполненная вживую. «The Drummer» был выпущен вторым синглом из альбома вместе с видеоклипом 14 октября 2022 года. Впервые песня была исполнена 14 января 2023 года.
Global Stadium Tour, начавшийся в июне 2022 года в поддержку Unlimited Love, продолжился в январе 2023 года в поддержку Return of the Dream Canteen. В настоящее время тур планируется завершить в ноябре 2023 года.

## Отзывы критиков
| Совокупная оценка | Совокупная оценка |
| Источник          | Оценка            |
| ----------------- | ----------------- |
| AnyDecentMusic?   | 6.5/10            |
| Metacritic        | 69/100            |
| Оценки критиков   |                   |
| Источник          | Оценка            |
| AllMusic          | [ 18 ]            |
| The Arts Desk     | [ 19 ]            |
| Clash             | 8/10              |
| Classic Rock      | [ 21 ]            |
| Evening Standard  | [ 22 ]            |
| Exclaim!          | 7/10              |
| laut.de           | [ 24 ]            |
| NME               | [ 25 ]            |
| Pitchfork         | 6.3/10            |
| Sputnikmusic      | 3.4/5.0           |

Return of the Dream Canteen получил в целом положительные отзывы критиков. По состоянию на март 2023 года на Metacritic у альбома 69 баллов, что означает «в целом благоприятные отзывы». Rolling Stone особо отметил игру Фрушанте в альбоме, назвав его партии в «Eddie» и «Handful» самыми яркими моментами. Consequence высоко оценил большую часть материала, но также отметил, что «моменты, которые могли бы оказать значительное влияние, выглядят размытыми» из-за быстрого графика релизов группы в 2022 году.
Геррод Харрис из Spill Magazine высоко оценил релиз и заявил: «В целом, Return Of The Dream Canteen ощущается как менее мейнстримовый Unlimited Love. Это вполне естественно; однако в Return Of The Dream Canteen есть элемент творчества и безрассудной несдержанности, и поп-влияние сессий, хотя оно все ещё присутствует, отходит на второй план. Это не би-сайды, не остатки, вместо этого Return Of The Dream Canteen — более странная и гораздо более экспериментальная запись».
Читатели журнала Guitar World назвали его 5-м лучшим гитарным альбомом 2022 года.

## Коммерческий успех
Альбом дебютировал под номером один в шести странах. На родине группы, в США, он достиг третьего места в чарте Billboard 200 и достиг первого места в Top Albums Chart, обеспечив группе второй альбом номер один в 2022 году и став первой рок-группой с двумя альбомами номер один за семнадцать лет с тех пор, как этого добилась System of a Down в 2005 году.
«Tippa My Tongue» стал четвёртым синглом группы номер один в чарте Rock & Alternative Airplay и сделал их единственной группой с двумя синглами номер один в этом чарте в 2022 году, второй — «Black Summer». В чарте Alternative Airplay песня заняла 15-е место и стала 27-м синглом группы в десятке лучших в этом чарте, что на один меньше рекорда, установленного Foo Fighters.

## Список композиций
Слова и музыка всех песен — Энтони Кидиса, Фли, Джона Фрушанте и Чэда Смита.
| №                   | Название                  | Длительность |
| ------------------- | ------------------------- | ------------ |
| 1.                  | «Tippa My Tongue»         | 4:20         |
| 2.                  | «Peace and Love»          | 4:03         |
| 3.                  | «Reach Out»               | 4:11         |
| 4.                  | «Eddie»                   | 5:42         |
| 5.                  | «Fake as Fu@k»            | 4:22         |
| 6.                  | «Bella»                   | 4:51         |
| 7.                  | «Roulette»                | 4:57         |
| 8.                  | «My Cigarette»            | 4:24         |
| 9.                  | «Afterlife»               | 4:13         |
| 10.                 | «Shoot Me a Smile»        | 3:43         |
| 11.                 | «Handful»                 | 4:01         |
| 12.                 | «The Drummer»             | 3:24         |
| 13.                 | «Bag of Grins»            | 5:05         |
| 14.                 | «La La La La La La La La» | 3:57         |
| 15.                 | «Copperbelly»             | 3:44         |
| 16.                 | «Carry Me Home»           | 4:13         |
| 17.                 | «In the Snow»             | 5:55         |
| Общая длительность: | Общая длительность:       | 75:05        |

### Бонус-треки
- «The Shape I’m Takin» (3:35) — Японский CD бонус-трек[34]
- «Whatchu Thinkin» (Live in Paris) — Бонус-трек Tour edition[35]

## Ауттейки
В интервью 2022 года Фрушанте сказал, что группа записала 48 песен. «Nerve Flip» был выпущен в качестве бонус-трека к японскому релизу Unlimited Love, а «The Shape I’m Takin'» был выпущен в качестве бонус-трека к японской версии Return of the Dream Canteen. Однако 12 из этих 48 записанных песен ещё не выпущены. Среди неизданных песен есть песня «Comedy Store».

## Участники записи
Red Hot Chili Peppers
- Энтони Кидис — ведущий вокал
- Фли — бас-гитара
- Джон Фрушанте — гитара, синтезатор, бэк-вокал
- Чэд Смит — ударные

Дополнительные музыканты
- Aura T-09 — бэк-вокал (трек 2)
- Ленни Кастро[англ.] — перкуссия (трек 2)
- Мауро Рефоско — перкуссия (трек 14)
- Джош Джонсон — саксофон (треки 2, 5, 6, 8, 11)
- Викрам Девастхали — тромбон (треки 5, 6, 11)
- Нейт Уолкотт[англ.] — труба (треки 5, 6, 11)

Технический персонал
- Рик Рубин — производство
- Владо Меллер[англ.] — мастеринг
- Райан Хьюитт[англ.] — сведение, звукоинженер
- Берни Грундман[англ.] — звукоинженерия
- Бо Боднар — инженерия
- Дилан Нойштадтер — звукоинженерия
- Итан Мэйтс — звукоинженерия
- Джейсон Ладер[англ.] — звукоинженерия
- Филипп Бруссард младший — звукоинженерия
- Джереми Лабси — помощь в мастеринге
- Чаз Секстон — звукоинженерная помощь
- Джонатан Пфарр — звукоинженерная помощь
- Сами Бануэлос — помощь группе
- Чарли Болуа — техник студии
- Лоуренс Малчоз — техник студии
- Крис Уоррен — техник
- Генри Трехо — техник
- Эрик Линн — координация производства
- Гейдж Фриман — координация производства

Художественное оформление
- Сара Зорайя — креативный дизайн, дизайн
- Жюльен Калемар — иллюстрации
- Тами Набиль — иллюстрации
- Клара Бальзари — фотография

## Чарты
| Чарт (2022)                            | Высшая позиция |
| -------------------------------------- | -------------- |
| Австралия (ARIA)                       | 2              |
| Австрия (Ö3 Austria)                   | 1              |
| Бельгия/Фландрия (Ultratop)            | 2              |
| Бельгия/Валлония (Ultratop)            | 2              |
| Канада (Canadian Albums Chart)         | 3              |
| Хорватия (HDU)                         | 1              |
| Чехия (ČNS IFPI)                       | 17             |
| Дания (Hitlisten)                      | 27             |
| Нидерланды (Album Top 100)             | 1              |
| Финляндия (Suomen virallinen lista)    | 4              |
| Франция (SNEP)                         | 1              |
| Германия (Offizielle Top 100)          | 1              |
| Венгрия (MAHASZ)                       | 2              |
| Ирландия (Irish Albums Chart)          | 4              |
| Италия (Classifica album)              | 5              |
| Япония (Oricon)                        | 9              |
| Япония (Oricon)                        | 9              |
| Япония (Billboard Japan)               | 7              |
| Литва (AGATA)                          | 62             |
| Новая Зеландия (RMNZ)                  | 1              |
| Норвегия (VG-lista)                    | 22             |
| Польша (ZPAV)                          | 4              |
| Португалия (AFP)                       | 1              |
| Шотландия (Scottish Albums Chart)      | 3              |
| Испания (PROMUSICAE)                   | 7              |
| Швеция (Sverigetopplistan)             | 25             |
| Швейцария (Schweizer Hitparade)        | 1              |
| Великобритания (UK Albums Chart)       | 2              |
| Уругвай (CUD)                          | 4              |
| США (Billboard 200)                    | 3              |
| США (Billboard Top Alternative Albums) | 1              |
| США (Billboard Top Rock Albums)        | 1              |

| Чарт (2022)                     | Позиция |
| ------------------------------- | ------- |
| Германия (Offizielle Top 100)   | 62      |
| Франция (SNEP)                  | 191     |
| Швейцария (Schweizer Hitparade) | 80      |
| США (Billboard)                 | 88      |
| США (Billboard)                 | 35      |